# 伊藤隼三
伊藤 隼三（いとう はやぞう、1864年6月12日（元治元年5月9日） - 1929年（昭和4年）5月14日）は鳥取県出身の医師。因幡病院（現：鳥取県立中央病院）初代院長。京都帝国大学名誉教授。
京都帝国大学医科大学外科学第二講座初代教授、京大付属病院長などを歴任した。特に外科医術を発展させ、数千の門下を育て、日本の医学に多大な貢献をする。さらに鳥取県の医療に多大な貢献をする。

## 誕生から結婚まで　伊藤健蔵との関係
伊藤隼三は、1864年に因幡国邑美郡御弓町（現：鳥取市御弓町）の鳥取藩士小林辰蔵の三男として生まれた。「鳥取藩史」第二巻に「御武器預并製造掛 小林辰三」と出てくるのが父である。1874年鳥取変則中学（鳥取県立鳥取西高等学校の前身）に遊学し頭脳明晰で、この頃から伊藤健蔵に認められ援助を受け、1878年中学4年生（15歳）で、東京大学予備門に入学するほどの秀才であった。
伊藤健蔵は隼三の優秀さに惚れ込み伊藤本家を弟の良蔵に譲り自分は分家となり、隼三を養子に迎えようとしたのである。子のなかった弟良蔵に長男の琢郎を養子として、本家を継がせた。隼三16歳の時に長女寿賀子と婚約し養子となり姓を「伊藤」と改めた。1884年東京大学医学部へ進む。東京大学を卒業と同時に、母校の助手に任命され、医学研究者としての道を歩み始めた。隼三は婚約していた寿賀子が死亡したため、その妹の須磨と結婚した。隼三には長男の肇、次男の進という息子がいたが、後年になって出身家である小林家の跡継ぎがいなくなるに及び、次男進とその家族が小林家の養子となった。以後，小林家も医師を輩出．
伊藤健蔵であるが、幕末の鳥取藩の藩医。伊藤家の跡取りとして医学の研鑽のため横浜、長崎でオランダ医学を修めイギリスへ渡り医学を学ぶ。時の鳥取藩12代藩主池田慶徳は水戸藩主徳川斉昭の五男であり、勤王の立場であったが、15代将軍・徳川慶喜の兄でもあったため、佐幕でもあるという微妙な立場にあった。その鳥取藩で勤王の中心になって働いたのが伊藤健蔵である。勤王の志が篤く長崎横浜などで情報をとり、鳥取藩勤王医師として活躍。戊辰戦争に藩主と共に東北まで従軍。鳥取藩およびその後の鳥取県の医師のリーダー的存在で、後に鳥取県のために多大な貢献をしたことにより贈正五位を受勲。

## 東京大学医学生時代
隼三は1878年11月に東京大学予備門（予科）を受験した。同期には後の京都帝国大学医科の初代小児科学講座の教授となった平井毓太郎がいて、以後二人は48年間に及ぶ親交を深めた。隼三は万世橋の近くの酒屋の2階に下宿して東大まで通っていたが、生真面目な平井が隼三の下宿に羽織袴で正月年頭の挨拶に行くと、隼三は床の中で酒を飲んでいて「上がって来い」という調子だった。二人は1889年に卒業後にそれぞれ東大の外科と内科に進み、スクリバとベルツに師事した。そして後年に京都帝国大学の教授として再会することになる。
学生時代の隼三は優秀だが豪放磊落でもあった。水戸藩出身の友人の父を前にして酒を飲み、その悪口をしきりに言った挙句に怒らせてしまうことがあった。その父親が刀を取りに行ったすきに別の友人が隼三を抱えて逃げ出したが、隼三はその時も小脇に鏡餅を抱えて持ち出すなどいたずらや「悪戯」が好きな一面もあった。
勉学の面では非常に几帳面であり、その日の講義ノートを見直して一字一句訂正するまでは決して遊びに行かなかった。またノートはすべてドイツ語で書き留めていたが、他の学生は西洋人教授の講義を直接ノートに取ることができず、隼三のノートを借りて写していた。

## 因幡病院（伊藤病院）院長
1891年、養父健蔵は隼三のために鳥取市本町1丁目に県内一の施設（病室数六十三）の近代病院を建て、27歳の隼三を因幡病院院長として迎えた。因幡病院は後に伊藤病院（後の鳥取県立中央病院）と名称変更。 隼三はヨーロッパに留学して最先端の医学を学びたい気持ちが強かったが、ここまでしてくれた養父の願いを無視はできなかったのである。
そこで懸命に働き献身的に診療に従事。多くの人から「医者の神様」と崇められるようになり、朝早くから彼の診療を受けようと長蛇の列ができ、病室はいつも満室の状態であったという。

## 公立札幌病院院長
1894年2月北海道公立札幌病院院長（現：市立札幌病院）が前任の関場不二彦（同じスクリバ門下の一人）が退職後不在であったため、招かれて同院の第5代院長に就任した。医員の指導に努めるかたわら繁忙期には1日300人ほどの患者を扱うなど、やや衰えの見えた公立札幌病院の院勢を盛り返した。北海道医事講談会を維持し会報を「北海道医事講談会雑誌」と改題して継続した。私立産婆教習所を設置して同年9月15日開所した。1896年日清戦争の戦後の医学の向上を図るために自費でドイツ留学をすることとなった。同年10月5日に札幌区総代人常会は病院収入剰余金の内から金4000円を洋行費用の一部として贈ることを評決した。病院職員一同による海外留学送別会が豊平館で開かれたほかに各界による送別会が相次いで開催された。11月15日に横浜港からドイツに院長現職のまま向かった。ドイツから帰国後1900年7月に京都医科大学教授に就任が決まり、院長を退職した。伊藤院長は精励恪勤の人で札幌病院の名声を高め、病院経営でも冗費を節約して常に黒字財政を維持して病院の基礎を固めた。また、札幌病院在任中の研究によって医学博士の学位を得ており、この研究は医学界でも高く評価されるものであった。

## ヨーロッパへの留学
やはり隼三は開業医に甘んずることができず、ヨーロッパに留学して最先端の医療を学ぶため、1896年32歳でドイツのフライブルク大学やベルリン大学で、医学一般を学び直した。そして、エーミール・テオドール・コッハー教授（後にノーベル生理学・医学賞を受賞した外科学の天才医学者）に外科学を学ぶためスイスのベルン大学へ入る。そのコッハーに隼三の論文が高く評価された。コッハーは隼三より後に同じくベルン大学に留学していた後の京都帝国大学外科学第一講座教授の鳥潟隆三に，隼三の研究テーマがどれも奇抜で面白いと述べたという．その後、ベルリン大学に帰り、クロネッケル教授のもとで、生理学を学び、さらに、数カ国の大学を訪ねて医学を研究し、1899年帰国。

## 京都帝国大学教授
隼三は「癲癇（てんかん）の原因及び療法についての動物実験」の論文をまとめ、翌年 京都帝国大学（後の京都大学）医科教授に就任し、初代の外科学第二講座の担当を命ぜられた。講義、外来診療、手術、研究とフル回転。周囲の人が何時眠るか心配するほど精力的に働いた。また、直腸癌に対する術式として、腹部と肛門の両方から行う「腹会陰式直腸切断術」（マイルズ手術）を日本で初めて提唱した。
教授に就任して2年目、38歳の若さで大学付属病院長となったが、事務処理も練達で細部まできちんと管理をして、カルテなど医局員が間違った字などを書くと容赦なく叱りつけた。この間にも論文なども多数出している。
我が国の脳神経外科の黎明期の業績も多い．てんかんの手術を日本で最初に手掛けた人間の一人で、難治性てんかんの外科的治療や、てんかんを含む多くの手術について報告している。1902年4月、当時は日本聯合医学会と呼ばれていた第1回日本医学会総会において「脳外科」という特別講演を行ない、46例の脳手術の経験を発表。水頭症3例、髄膜炎2例、運動中枢部のJackson型てんかん発作を伴うゴム腫1例、三叉神経痛1例、てんかん39例である。また、1906年の第7回日本外科学会において、顔面神経麻痺に対する顔面神経副神経吻合術2例、顔面神経舌下神経吻合術2例の経験を発表し、好成績を得たと報告している。
また日本の麻酔を導いた先駆者の一人でもあり、日本初の脊椎麻酔（脊髄クモ膜下麻酔）を行った北川乙治郎とほぼ同時期にこれを行っている。論文の指導なども徹底しており、論文の末尾に書かれた「引用文献」にも丹念に目を通す几帳面さを持ち。医師が私用に看護婦を使っている場面に出くわすと「看護婦は君の使用人ではない」と厳しく叱責するなど。しかし、厳格な態度の中にも人情味があり、患者を大切にし、医学への情熱の深さでは誰にも引けを取らなかった彼を、医師達は尊敬していた。
名古屋の学会からの帰りに彦根に宿泊した際の宴席で、軍服で参加していた門下生の軍服を脱がしてからかったが、彼が助手として手伝った研究の結果が隼三の思い描いていたものと異なった際に遠慮がちに報告しても、委縮させることなく力強くアドバイスした。また回診時にある患者に「ミッテル（薬）を与えてあるだろうね」と別の門下の担当医に尋ね、「与えていません」「いや与えているだろう」の押し問答になった際、患者の枕元の「S-Magen」の薬瓶を指さし、「S-Magenは薬ではないですかなー？」と指摘して担当医は恐縮したなど、人柄がうかがえるエピソードが残っている。
隼三は医学部長・大学付属病院長・大学評議員、帝国学士院会員（1918年3月25日）と、帝国大学医学部の教授としては最高の経歴を重ね、数千の門下を育て上げ、京大医学部のみならず日本医学界の発展に多大な貢献をした。

## 定年退官後
1924年、隼三は定年のため退官し、京大名誉教授となる。故郷の伊藤病院で診療活動に当たるため帰郷。隼三が不在の長い間 養父の健蔵と副医院長の野中徳太郎によって経営されていたが、故郷では「日本一の医師、鳥取に帰る」と大評判を呼び、とても慕われた。伊藤家に伝わる芸術家としての家風が隼三にも伝わり、診察の合間地方の芸術文化の育成や発展にも多大な貢献を行う。
しかし、1929年に過労のため急逝。葬儀には勅旨がもたらされたそうである。
地元で長い間敬愛されてきた伊藤病院は、3代目伊藤病院長を継いだ彼の長男・肇により、1931年6月、鳥取市のために寄付され、名を市立鳥取病院と改めた。現在は鳥取県立中央病院として発展している。

## 栄典
- 1906年（明治39年）12月27日 - 従五位[7]
- 1910年（明治43年）2月21日 - 正五位[8]
- 1915年（大正4年）3月10日 - 従四位[9]

## 経歴[10]
- 1889年（明治22年）東京大学医学部卒業・同大学助手に任命
- 1891年（明治24年）東京大学医学部依願退職・私立伊藤病院（後の鳥取県立中央病院）院長に就任
- 1893年（明治26年）県立鳥取病院米子支院長を兼務
- 1894年（明治27年）伊藤病院を退職・公立札幌病院院長に就任
- 1896年（明治29年）公立札幌病院在職のままヨーロッパ私費留学へ
- 1899年（明治32年）帰国・公立札幌病院院長に復職
- 1900年（明治33年）公立札幌病院を退職・京都帝国大学医科大学外科学第二講座の初代教授に就任
- 1901年（明治34年）京都帝国大学医科大学附属医院院長に就任
- 1907年（明治40年）第8回日本外科学会会長
- 1915年（大正4年）京都帝国大学医科大学長に就任・京都帝国大学医科大学附属医院院長を退任
- 1917年（大正6年）京都帝国大学医科大学長を退任
- 1918年（大正7年）帝国学士院会員
- 1919年（大正8年）第20回日本外科学会会長
- 1924年（大正13年）京都帝国大学教授を定年退官・京都帝国大学名誉教授の称号授与

## 顕彰碑
郷土のために多大な貢献をした伊藤健蔵・伊藤隼三・伊藤肇の伊藤家三代に感謝するため、鳥取県と鳥取市は1956年7月、伊藤本家の跡取であり彫刻家でもある伊藤宝城（伊藤博）作の「鬼手天心」像を顕彰碑として鳥取県立中央病院玄関に建立した。老朽化した鳥取県立中央病院は1975年5月に鳥取市江津へ移転し新築され、この像は今も病院内のホールに建っている。

## 参考資料
- 鳥取県 郷土が誇る人物 いとうはやぞう 伊藤隼三（1864〜1929）
- とっとりデジタルコレクション--伊藤隼三
- 日本海新聞 ふるさと先人群 伊藤隼三
- 因伯の医師たち 森納著 伊藤健蔵と隼三
- 郷土読本 わたしたちのふるさと 人と自然 伊藤病院の人びと うけ継がれる医療のこころ
- 『「現代物故者事典」総索引：昭和元年～平成23年 2（学術・文芸・芸術篇）』日外アソシエーツ株式会社、2012年。
- 市立札幌病院百三十年史